# Nurly Tau
Nurly Tau (kasachisch Нұрлы Тау) ist ein multifunktionaler Gebäudekomplex in der kasachischen Großstadt Almaty.

## Bauphase

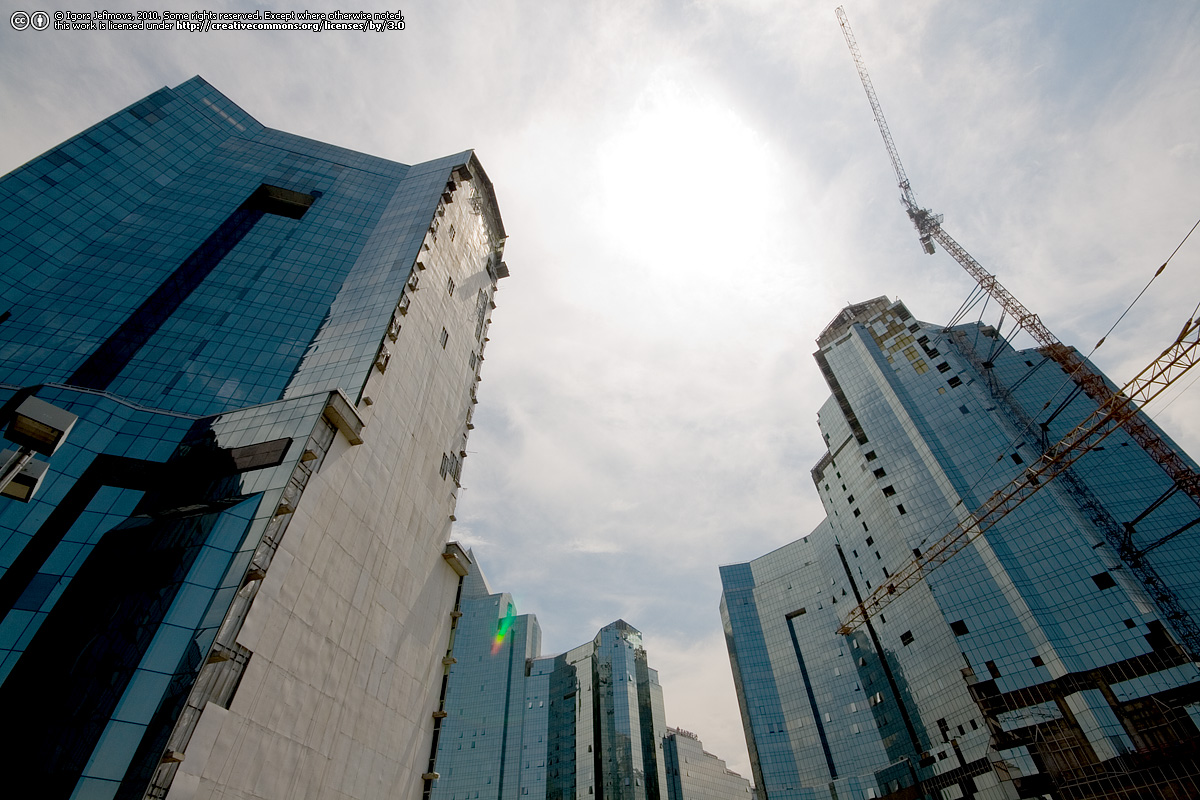
Nurly Tau in der Bauphase

Mit der Umsetzung des ambitionierten Vorhabens wurde im Jahr 2005 das größte Bauunternehmen Kasachstans, Bazis-A, beauftragt. Bei der Konstruktion wurde eng mit Spezialisten zum Thema Erdbebensicherheit zusammengearbeitet. Die Simulationen ergaben, dass das Gebäude bis zu einem Erdbeben der Stärke acht auf der Richterskala erdbebensicher ist.
Die Fertigstellung der einzelnen Gebäude des Komplexes erfolgte zeitversetzt, einige Teile wurden bereits 2008 fertiggestellt, andere Gebäude konnten erst 2014 eröffnet werden.

## Anlage
Der Gebäudekomplex Nurly Tau hat eine Grundfläche von acht Hektar und befindet sich im Südosten Almatys. Die Gestaltung der Gebäude soll die Formen der umliegenden Berge widerspiegeln. Um diesen Effekt zu verstärken, wurde ein spezielles Glas eingesetzt, das blau-gräulich erscheint. Das höchste Gebäude des Komplexes trägt den Namen Nurly Tau 1 und erreicht mit 28 Etagen eine Höhe von 109 Metern. Damit ist es das zweithöchste Gebäude Almatys.

## Nutzung
Nurly Tau ist als Stadt in der Stadt mit zahlreichen Wohnungen, Büroräumen, gastronomischen Angeboten, Unterhaltungseinrichtungen und Geschäften konzipiert. Neben kasachischen Unternehmen sind auch mehrere europäische Unternehmen in Nurly Tau vertreten. Unter anderem unterhalten die Halyk Bank, die ATFBank und die Mitsubishi Corporation in dem Komplex eine Geschäftsstelle.

## Bewertung
Die Bewertung des Gebäudekomplexes fällt gemischt aus. Einerseits wurde das Projekt ausgezeichnet, unter anderem mit dem Großen Preis der Kasachischen Architekturunion, andererseits gibt es auch Kritik an dem Konzept, beispielsweise auf Grund der hohen Verkehrsdichte.